# Hoplopeza levicosta
Hoplopeza levicosta är en tvåvingeart som först beskrevs av White 1916.  Hoplopeza levicosta ingår i släktet Hoplopeza och familjen puckeldansflugor. Inga underarter finns listade i Catalogue of Life.